# Spilogona magnipunctata
Spilogona magnipunctata är en tvåvingeart som först beskrevs av Malloch 1919.  Spilogona magnipunctata ingår i släktet Spilogona och familjen husflugor. Inga underarter finns listade i Catalogue of Life.